# Square Armand Steurs
Le square Armand Steurs (en néerlandais : Armand Steurssquare), situé à Saint-Josse-ten-Noode (Bruxelles), est un square bruxellois œuvre de l'architecte Eugène Dhuicque et du paysagiste Jules Janlet. Il commence avenue Paul Deschanel et se termine rue des Moissons. Une station Villo!, la station n°153 Square Armand Steurs, se trouve à côté du square (avenue Paul Deschanel 267-269).
Le square porte le nom d'un ancien bourgmestre de Saint-Josse-ten-Noode, Armand Steurs, né en 1849 et décédé en 1899. Il a été inauguré par Georges Pètre, bourgmestre de Saint-Josse-ten-Noode, le 3 juillet 1932.

## Histoire
L’aménagement du square à la mémoire d’Armand Steurs - bourgmestre de Saint-Josse-ten-Noode de 1885 à 1899 - remonte à 1932.  Fondateur de la Compagnie intercommunale bruxelloise des eaux (la célèbre CIBE, constituée le 12 décembre 1891 et rebaptisée depuis VIVAQUA), Armand Steurs a œuvré pour l’alimentation en eau potable des faubourgs de Bruxelles à partir des sources du Bocq, près de Spontin. Avec la complicité active des communes des faubourgs, il mettait ainsi un terme au monopole de distribution dont la Ville de Bruxelles abusait vis-à-vis de ses voisines.
A son décès en 1899, le conseil communal reconnaissant décide de donner son nom à la place des Milices.  Celle-ci avait été créée dans le cadre du plan d’aménagement du quartier Est, décidé par la commune le 19 décembre 1888.  En prévision de la mise en tranchée de la ligne ferroviaire de ceinture reliant les gares du Luxembourg et du Nord, il prévoyait la création d’une voirie de surface, interrompue par deux places.  Etablie entre les rues des Moissons et du Moulin, la place des Milices constituait une première victoire sur le chemin de fer en remblai qu’on franchissait alors par des passerelles.  Elle servait à l’organisation de fêtes publiques et aux manœuvres de la garde civique.  La présence prolongée de la tranchée, malgré les demandes répétées de la commune d’en assurer le voûtement, a compromis pendant longtemps la construction de ses abords.
Le voûtement du chemin de fer est partiellement réalisé en 1930 mais n’atteindra la chaussée de Louvain que vingt ans plus tard. La commune de Saint-Josse-ten-Noode charge alors l’architecte Eugène Dhuicque d’aménager un square en surface afin de donner de la cohérence à la place.
Natif de Saint-Josse-ten-Noode et disciple d’Henri Beyaert, Eugène Dhuicque s’intéresse à la restauration de monuments et enseigne à l’ULB.  Comme urbaniste, il étudie la conception d’espaces publics.  Il a déjà réalisé le square Henri Frick en 1925.  Pour les plantations, il s’adjoint les services du paysagiste Jules-Gustave Janlet (1880-1973).
Quatre éléments ont conditionné l’aménagement du square sur un terrain en pente : l’arbre commémorant le centenaire de l’Indépendance de la Belgique, une fontaine évoquant l’adduction d’eau dans la commune, le mémorial à Armand Steurs et le groupe de carriers de Guillaume Charlier.  Le haut du square consacré au mémorial est séparé du bas par une voirie. Il est inauguré le 3 juillet 1932.
Avant sa rénovation exemplaire qui lui a restitué son unité et son lustre, le square a connu de nombreux avatars qui l’ont sérieusement endommagé : une bombe V2 atteint la tête du tunnel ferroviaire le 11 novembre 1944 ; le bas du site est éventré en 1961-1962 à l’occasion du placement du nouveau collecteur du Maelbeek ; faute d’entretien, il a été victime d’un vandalisme chronique et d’une dégradation insidieuse.
La restauration s’est achevée en 1988 par la pose des nouvelles grilles en fer forgé qui clôturent un square désormais interdit à la circulation automobile.  La voirie qui le coupait en deux a été intégrée au square par l’aménagement de pelouses bordées de haies.

## Arbres remarquables
Ci-dessous, les 10 arbres remarquables du parc répertoriés par la Commission des monuments et des sites :
| nom français                 | nom latin                         | cir. en cm |
| ---------------------------- | --------------------------------- | ---------- |
| Robinier faux-acacia inermis | Robinia pseudoacacia var. inermis | 244        |
| Robinier faux-acacia         | Robinia pseudoacacia              | 230        |
| Hêtre d'Europe               | Fagus sylvatica                   | 221        |
| Robinier faux-acacia         | Robinia pseudoacacia              | 205        |
| Marronnier à fleurs rouges   | Aesculus carnea                   | 195        |
| Érable plane                 | Acer platanoides                  | 190        |
| Catalpa rougeâtre            | Catalpa x erubescens              | 182        |
| Févier                       | Gleditsia triacanthos             | 171        |
| Tilleul à larges feuilles    | Tilia platyphyllos                | 115        |
| Aubépine à deux styles       | Crataegus laevigata               | 102        |

## Patrimoine architectural
- 1889 : square Armand Steurs, n° 1 (alors "rue des Moissons") par William Jelley, maison personnelle.
- 1890 : square Armand Steurs, 2. Maison bourgeoise de style éclectique 1890. Attribué à Oscar Simon.
- 1890 : square Armand Steurs 3, 5, 6. Trois maisons bourgeoises de style néorenaissance flamande, construites sur des plans de 1890 d'Oscar Simon(attribué).
- 1927 : immeuble Art déco square Armand Steurs, 21, construit par l'architecte Oscar Simon.

## Galerie

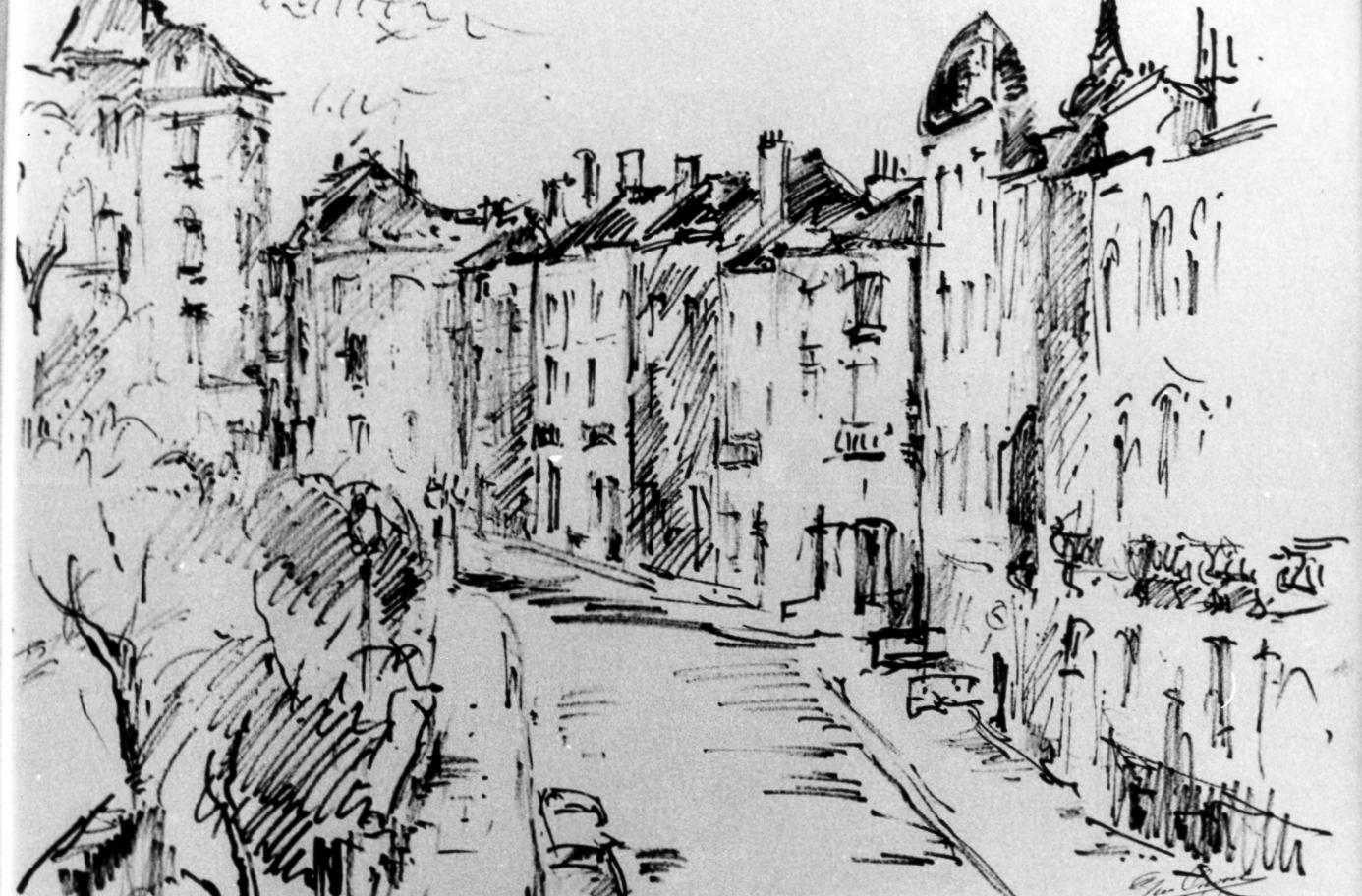
Côté droit du square Armand Steurs à Saint-Josse-ten-Noode, dessin à la plume par l'architecte Léon van Dievoet, le 2 novembre 1968.
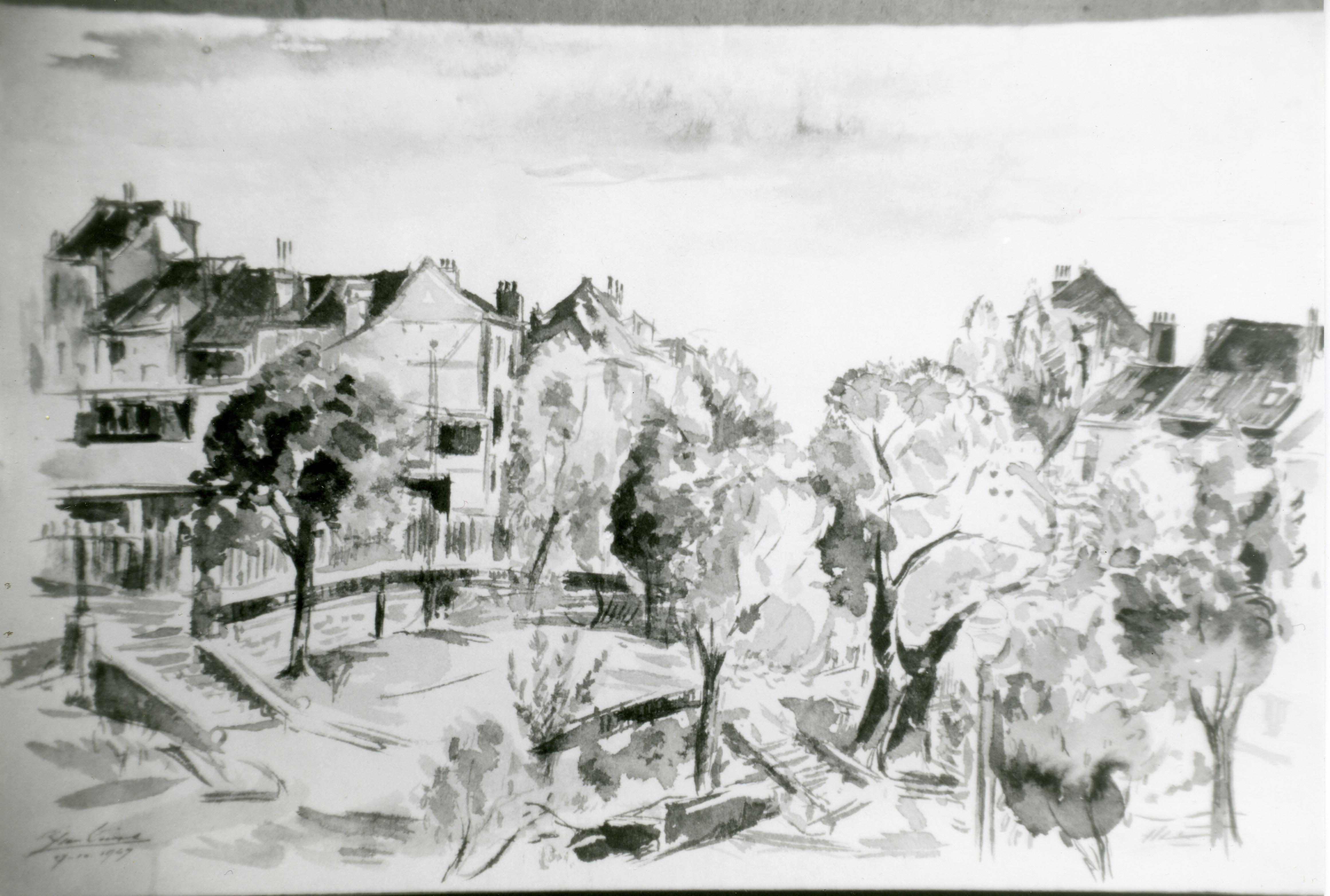
Vue sur le square Armand Steurs, lavis par l'architecte Léon van Dievoet, le 17 octobre 1969.
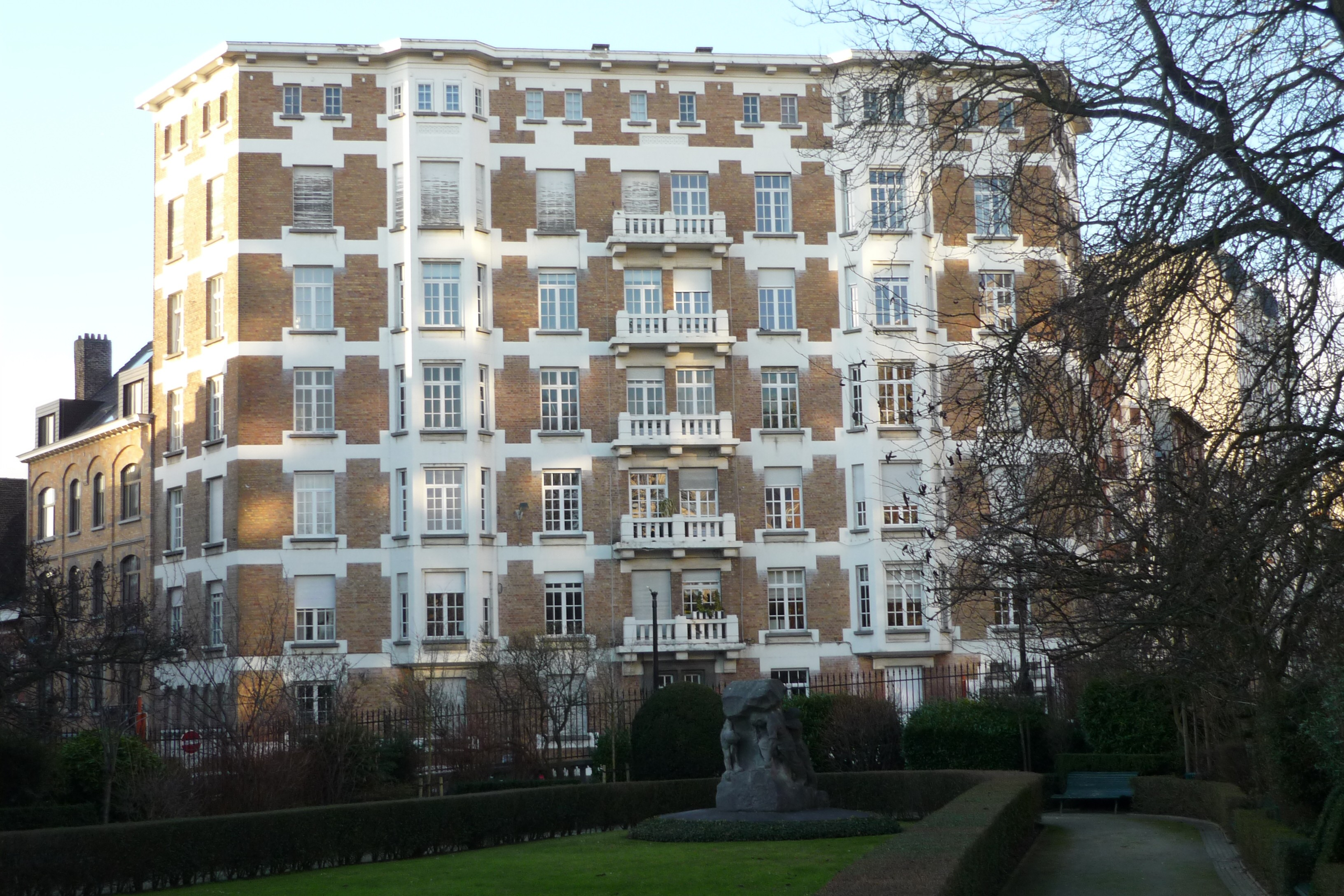
Immeuble Art déco au square Armand Steurs, 21, construit sur des plans de 1927 de l'architecte Oscar Simon.